# Ruler

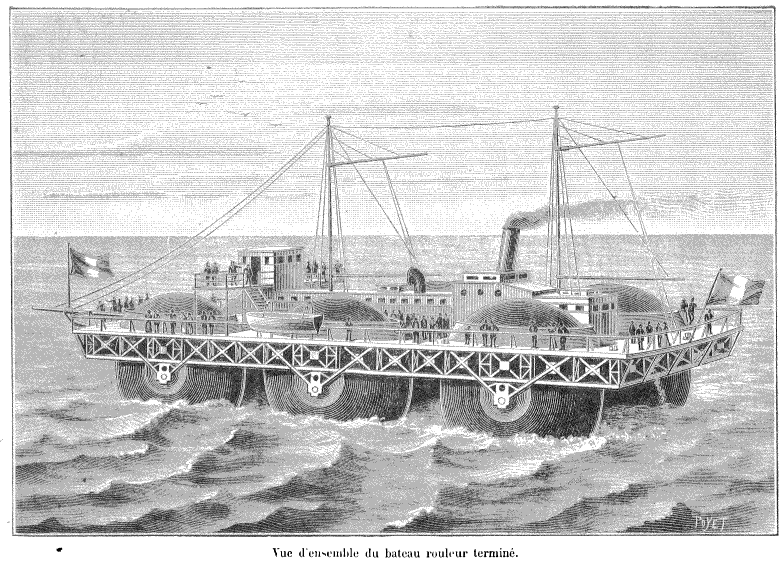
Ruler sześciokołowy

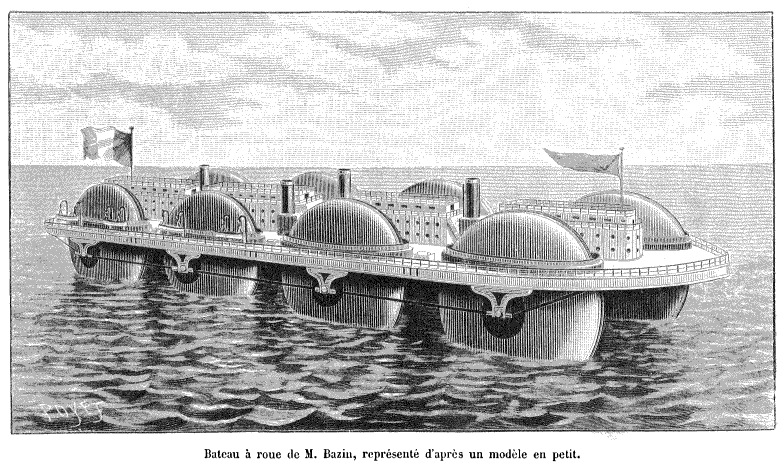
Oceaniczny ruler ośmiokołowy

Ruler (fr. Rouleur) – eksperymentalny typ statku składającego się z ramy opartej na kilku kołach-pływakach o soczewkowatym kształcie, ustawionych pionowo i częściowo zanurzonych w wodzie. Pierwszy statek tego typu, zbudowany na zamówienie armii francuskiej, został zwodowany w stoczni rzecznej w Saint Denis pod Paryżem 19 sierpnia 1896 r. i nosił nazwę "Ernest Bazin", od imienia i nazwiska swego konstruktora. Konstrukcja ta składała się z 6 kół (średnica 10 m, max. szer. 3,6 m), stalowej ramy o wymiarach (38,5×11,5) m i nadbudówek. Do napędu służyły 4 maszyny parowe – jedna, o mocy 550 KM, napędzała śrubę, a trzy (po 200 KM) wprawiały w ruch koła. Wyporność wynosiła ok. 460 Mg.
Konstrukcja ta w zamierzeniu miała być stabilna na falach i osiągać prędkość ponad 30 węzłów. Udało się osiągnąć zaledwie 7 węzłów i po dwóch latach bezowocnych prób ulepszeń statek został złomowany w stoczni w Hull.
Ernest Bazin zaprojektował także transoceaniczny ruler o długości 130 m i 8 kołach-pływakach, lecz zbudowano jedynie model w skali 1:25.